# Pont de Grunwald
Le pont de Grunwald (polonais : Most Grunwaldzki) est un pont de Wrocław. Il est construit entre 1908 et 1910, pour enjamber l'Oder.

## Histoire
La construction du pont de Grunwald par la société Beuchelt & Co date de 1908 et dure deux ans. L'inauguration du pont impérial (most Cesarski/Kaiserbrücke) s'effectue en présence et en l'honneur de l'empereur allemand Guillaume II le 10 octobre 1910. 
Les pylônes de maçonnerie sont en granit, et ont la forme de deux portes sur lesquelles on trouve aujourd'hui quelques sculptures (blason de la ville, l'Aigle polonais). Les suspensions sont faites de barre en acier.
Il deviendra après la Première Guerre mondiale pont de la liberté (most Wolności/Freiheitsbrücke), puis pont Grunwaldzki en référence à la célèbre Bataille de Grunwald.
Le pont relie ainsi le centre ville de Wrocław à la place Grunwaldzki, et supporte une ligne de Tramway en son centre, deux trottoirs, ainsi que le trafic routier.

## Galerie

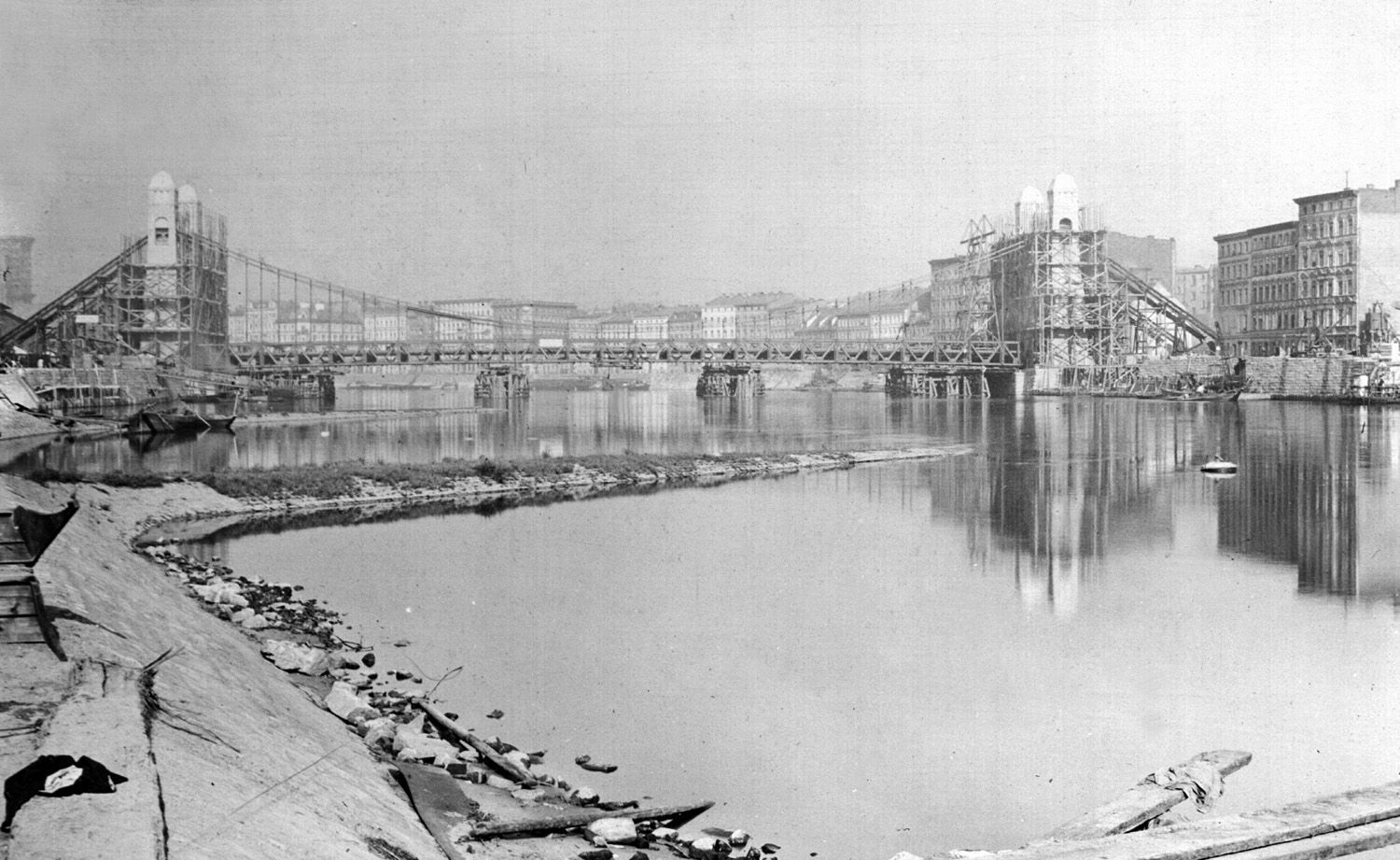
Construction en 1909
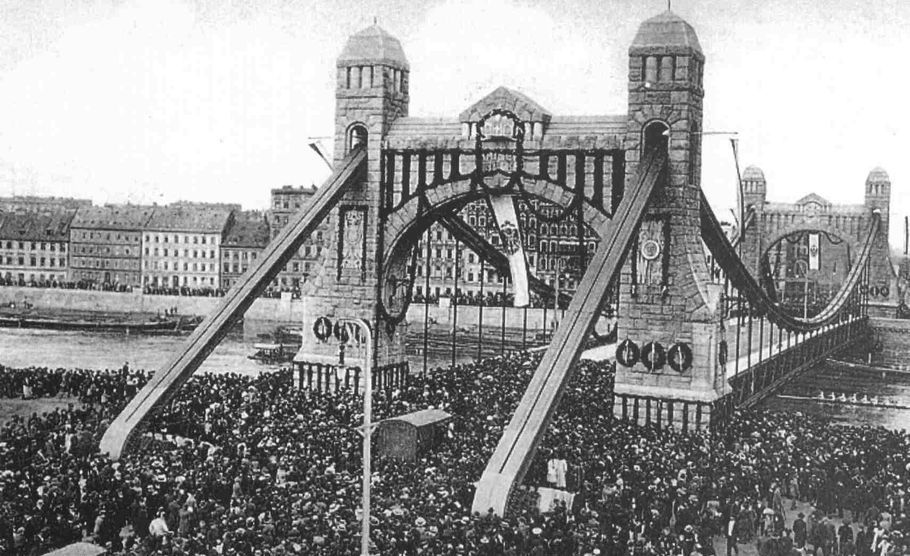
Inauguration du 10 octobre 1910
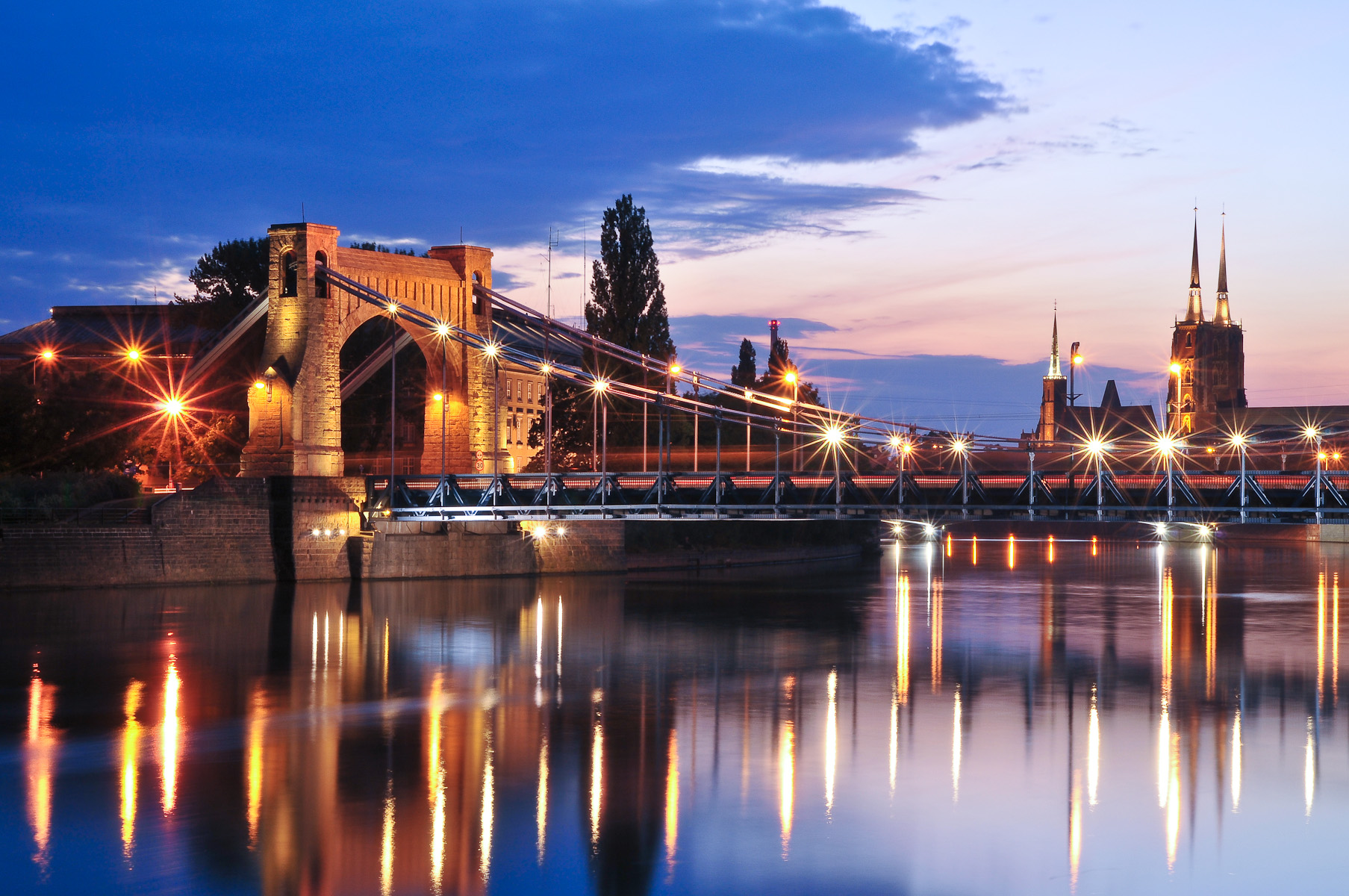
Vue sur le pont et la Cathédrale
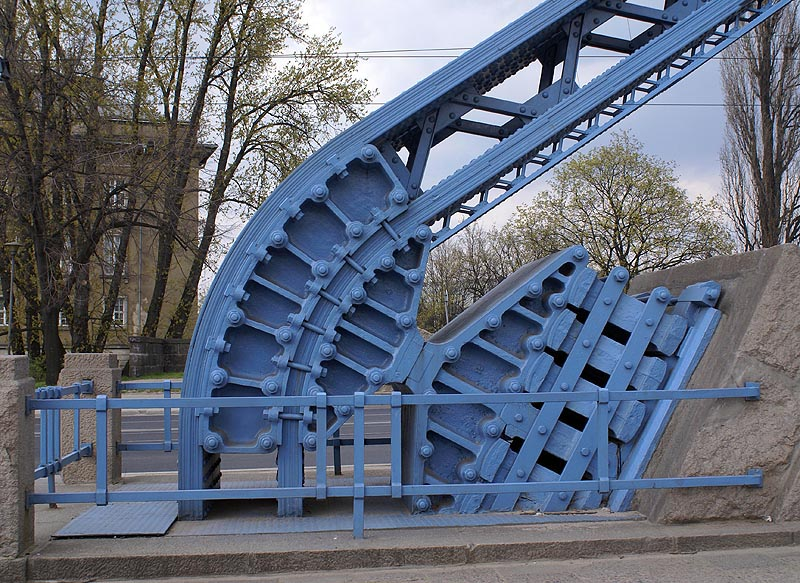
Détail
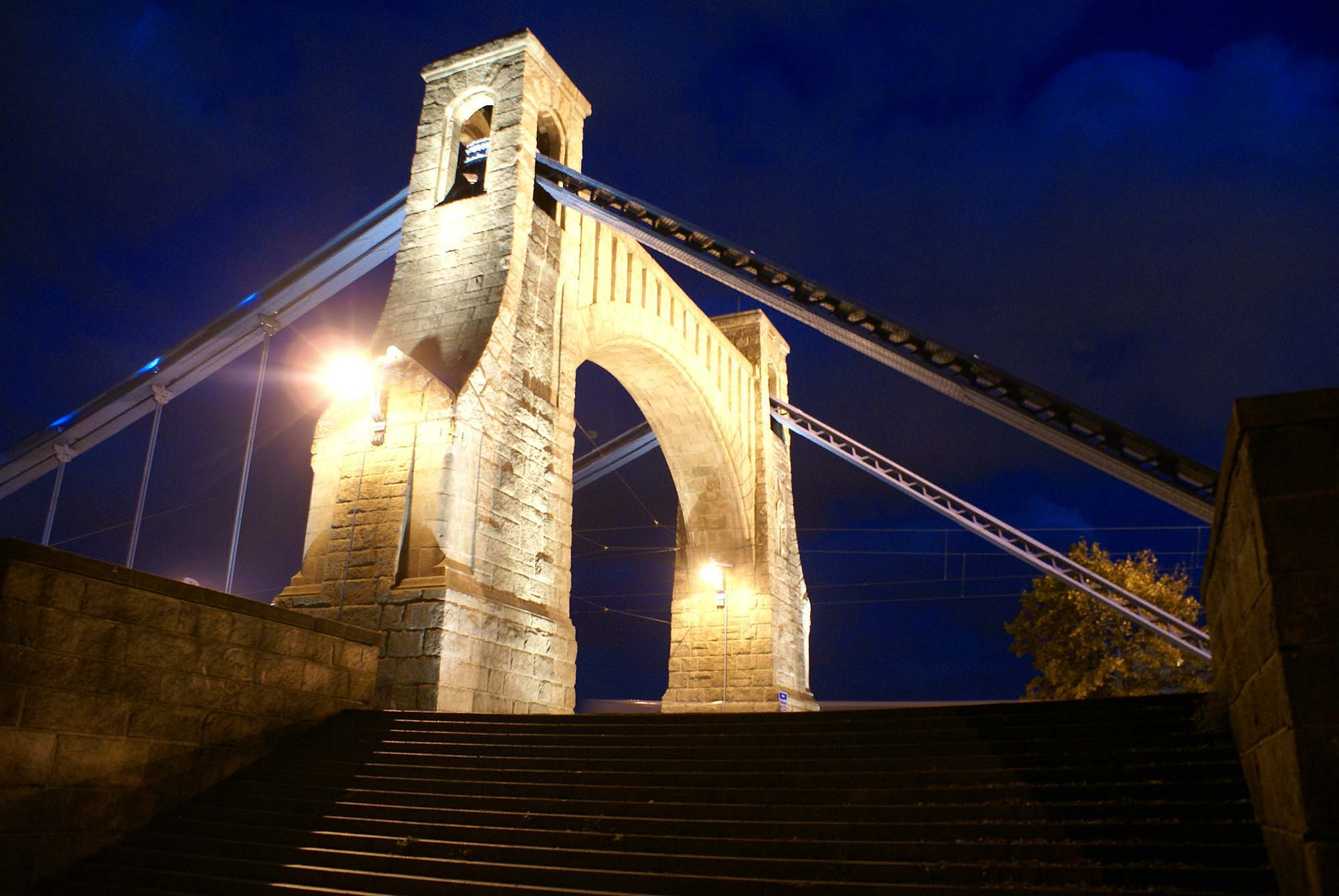
Porte de pylônes
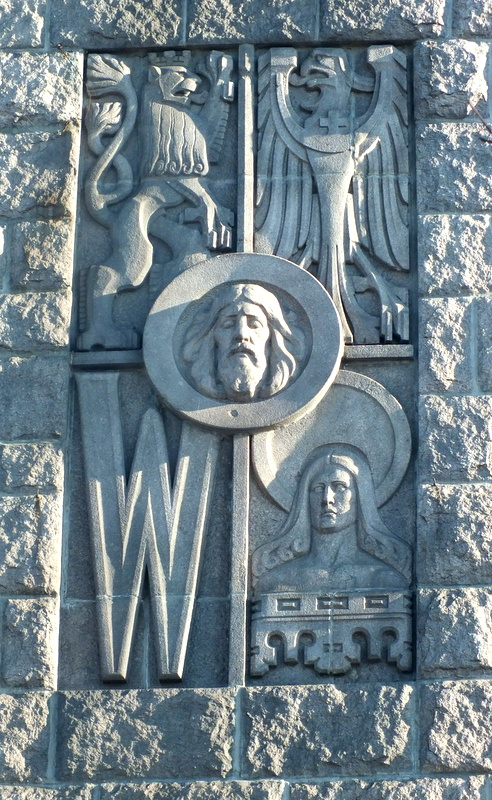
Blason de la ville
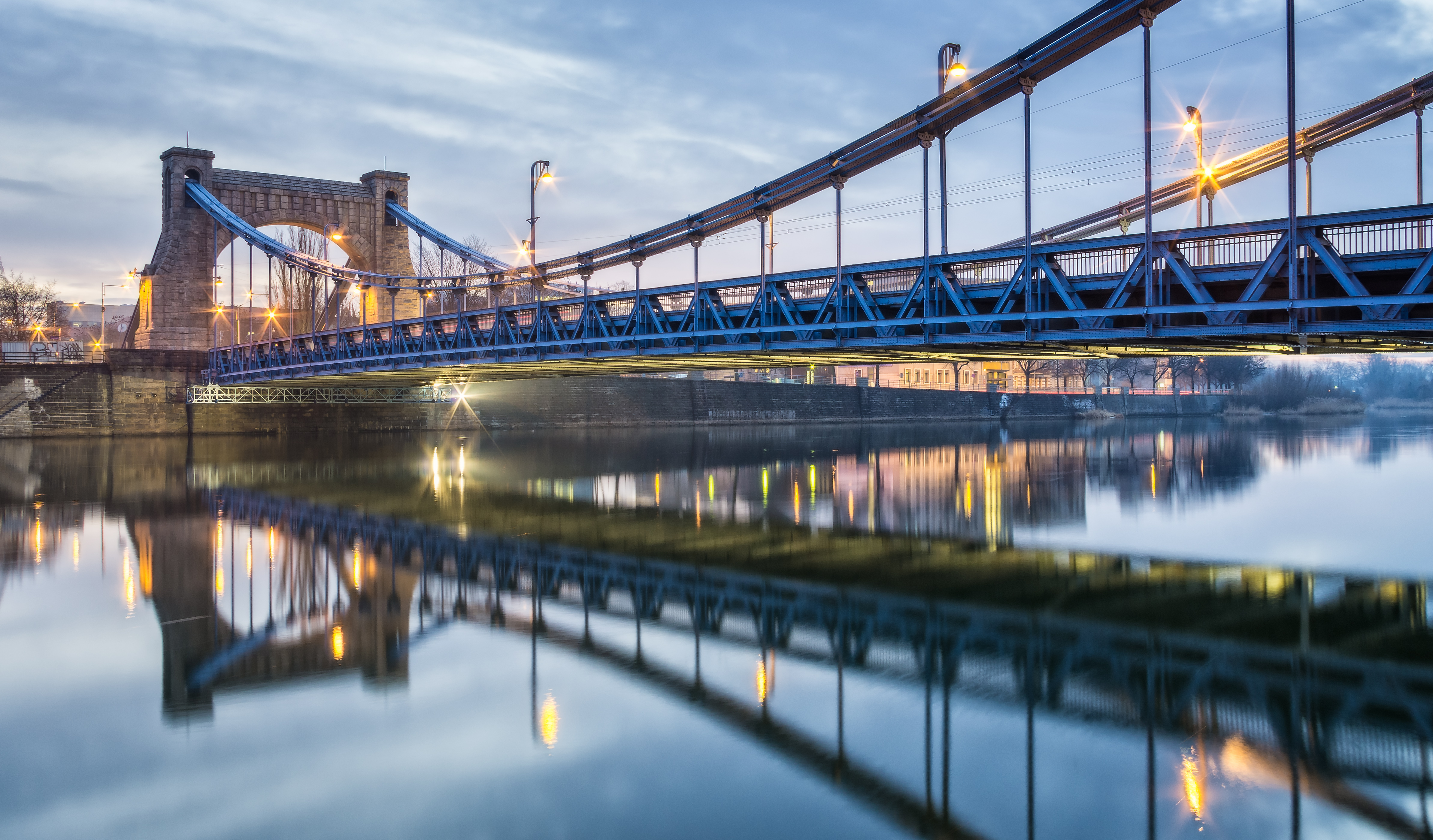
Autre vue du pont. Février 2014.